# Hamide Bıkçın Tosun
Hamide Bıkçın Tosun (* 24. Januar 1978) ist eine ehemalige türkische Taekwondoin. Sie startete in der olympischen Gewichtsklasse bis 57 Kilogramm.

## Erfolge
Hamide Bıkçın Tosun wurde 1995 in Manila in der Gewichtsklasse bis 47 Kilogramm Weltmeisterin. 2007 belegte sie zudem in Peking den Silberrang in der Gewichtsklasse bis 59 Kilogramm. Bei Europameisterschaften gelang ihr 2000 in Patras in der Gewichtsklasse bis 55 Kilogramm der Titelgewinn, hinzu kommen eine Silbermedaille 2004 in Lillehammer (bis 59 Kilogramm) und eine Bronzemedaille 2008 in Rom (bis 63 Kilogramm). Bei ihrer einzigen Olympiateilnahme, bei den Olympischen Spielen 2000 in Sydney, schied sie im Halbfinale gegen die spätere Olympiasiegerin Jung Jae-eun mit 2:3 aus, sicherte sich im Anschluss aber mit zwei Siegen in der Hoffnungsrunde eine Bronzemedaille.